# Oxybothrus punctifrons
Oxybothrus punctifrons är en insektsart som beskrevs av Boris Petrovich Uvarov 1953. Oxybothrus punctifrons ingår i släktet Oxybothrus och familjen gräshoppor. Inga underarter finns listade i Catalogue of Life.